# Herz-Jesu-Kirche (Wilków Wielki)

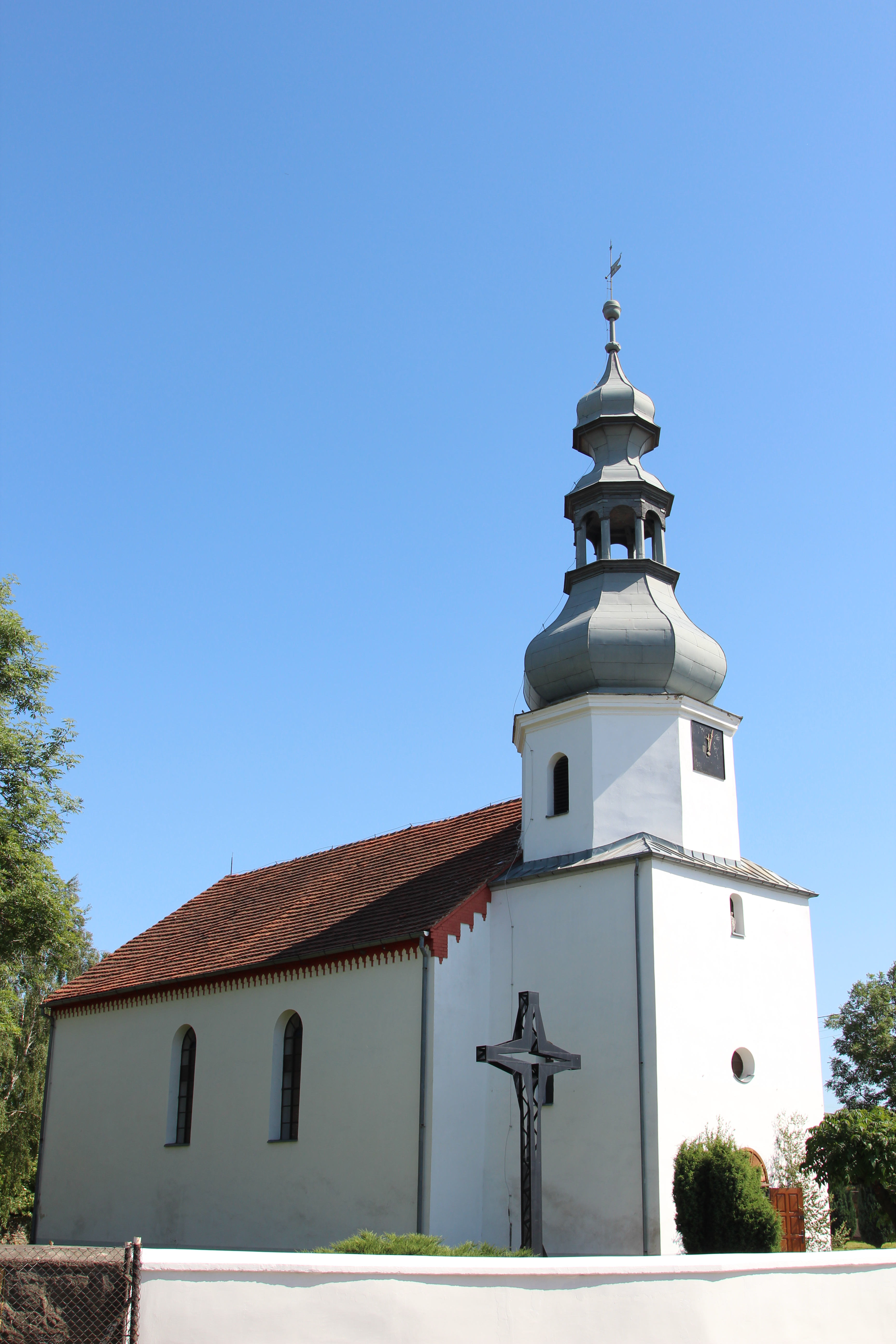
Herz-Jesu-Kirche in Wilkow Wielki

Die römisch-katholische Herz-Jesu-Kirche, bzw. auch Kirche zum Heiligsten Herzen Jesu (polnisch Kościół filialny pw. Najświętszego Serca Pana Jezusa) in Wilków Wielki (deutsch Groß Wilkau) in der Woiwodschaft Niederschlesien in Polen ist ein geschütztes Kulturdenkmal. Die ehemals evangelische Pfarrkirche ist heute römisch-katholische Filialkirche der Pfarrei St. Johannes der Täufer in Księginice Wielkie (Groß Kniegnitz).

## Geschichte
Mit der Gründung von Groß Wilkau, das zum piastischen Herzogtum Brieg gehörte, dürfte auch der Bau einer ersten hölzernen Kirche erfolgt sein. Im Register des päpstlichen Nuntius Galbardus von 1335 wurde sie als ecclesia de Wilchow erwähnt. Seit der Reformation, etwa 1531, war sie evangelisch. Zur gleichen Zeit soll auch ein Neubau erfolgt sein. In der Reformationszeit behaupteten die Lutheraner, dass der evangelische Grundherr von Niemitz die Kirche gegründet habe. Der katholische Pfarrer, der Mitte des 17. Jahrhunderts in Groß Wilkau amtierte, widersprach, da sie schon vor der Reformation existierte und sich „darauf über 117 Jahre in den Händen der Kätzer“ befand. 1696 wurde die Kirche den Protestanten weggenommen und 1707 restituiert. 1696 kam die Pfarrstelle an Johann Mathias Kubitz. Wegen besseren Auskommens bewarb sich der Pfarrer 1698 um die Adjungierung von Senitz. Dieses Vorhaben wurde vom General-Vikariat erfolgreich unterstützt. 1724 erhielt die Kirche einen neuen Turm, wozu der damalige Kollator von Tschirschky das Bauholz zur Verfügung stellte.
Während der Amtszeit des Magisters Johann Christoph Rudolphi wurde eine neue Sakristei an die Kirche angebaut und 1761 im Inneren eine neue Patronatsloge angelegt. Am Kirchturm wurden 1768 Reparaturmaßnahmen durchgeführt. Die Kirchengemeinde gehörte im 19. und 20. Jahrhundert zum Kirchenkreis Nimptsch in der Kirchenprovinz Schlesien der evangelischen Landeskirche in Preußen. Mitte des 19. Jahrhunderts beschrieb man die Kirche als massiv, ebenso den Turm, in dem sich zwei Glocken befanden. Das Dach war mit Schindeln bedeckt. Zur evangelischen Parochie gehörten Groß Wilkau mit Neudeck und Quanzendorf. Die Pfarrei zählte 700 Seelen. Das Kirchenpatronat besaß der Rittmeister von Koschembahr. Der Pastor wurde besoldet durch den Widum, bestehend aus einer Hufe, einem kleinen Pfarrwald und einem Morgen zu Rothschloß gehörender Wiese. Seit 1833 waren für die Kirche zwei Kantoren und ein Organist tätig. Zur evangelischen Schule gehörten: Groß Wilkau, Quanzendorf und Neudeck sowie Kittelau, das zur Parochie Nimptsch gehörte. Im 19. Jahrhundert wurden Instandsetzungsmaßnahmen durchgeführt. Nach der Vertreibung der deutschen Bevölkerung wurde die Kirche für den katholischen Gottesdienst verwendet. Sie ist heute Filialkirche der Pfarrei St. Johannes der Täufer in Księginice Wielkie.

## Beschreibung

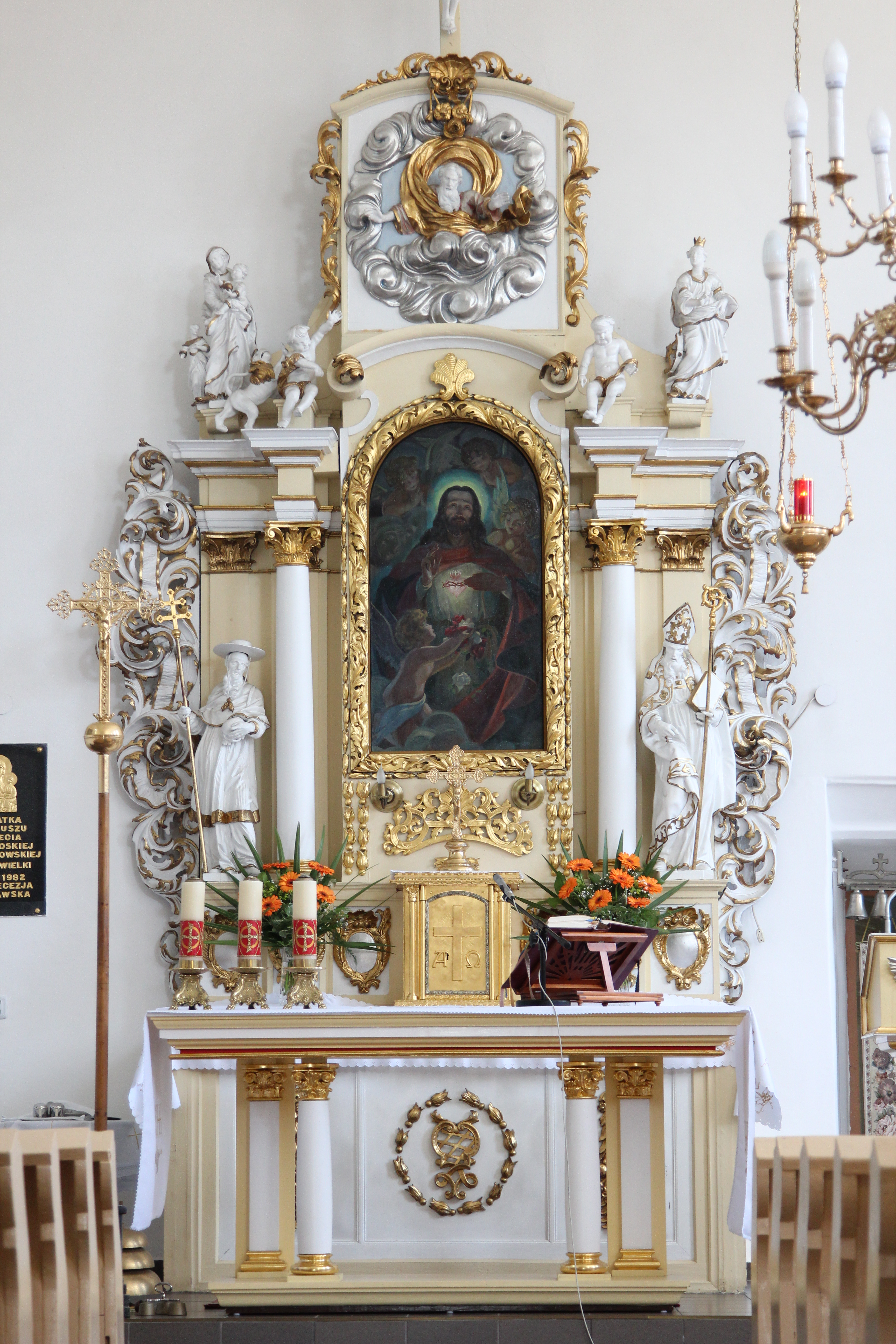
Altar im Innenraum

Die aus Backstein bestehende Kirche ist einschiffig. Der östliche Chor ist mit einem Kreuzgewölbe versehen. Am Eingang der Westseite befindet sich ein massiver prismatischer Turm, der von einer Zwiebelkuppel mit einer sechseckigen Laterne bekrönt wird. An der Außenwand sind Epitaphien aus dem 16. und 17. Jahrhundert angebracht, ebenso an der ehemaligen Friedhofskapelle. Auf dem Friedhof befinden sich noch vereinzelt deutsche Grabsteine. Zu den liturgischen Gerätschaften der Kirche zählten ein weiß-silberner in Barockformen getriebener Kelch aus dem Jahre 1725 und für Abendmahlzwecke eine Weinflasche aus dem Ende des 18. Jahrhunderts mit den eingeschliffenen Symbolen der Kreuzigung. Im Kirchturm hing eine 76 cm große Glocke aus dem Jahre 1507 mit der Inschrift: „anno domini mcccccvii o reg glorie veni cum pace“.

## Grabsteine

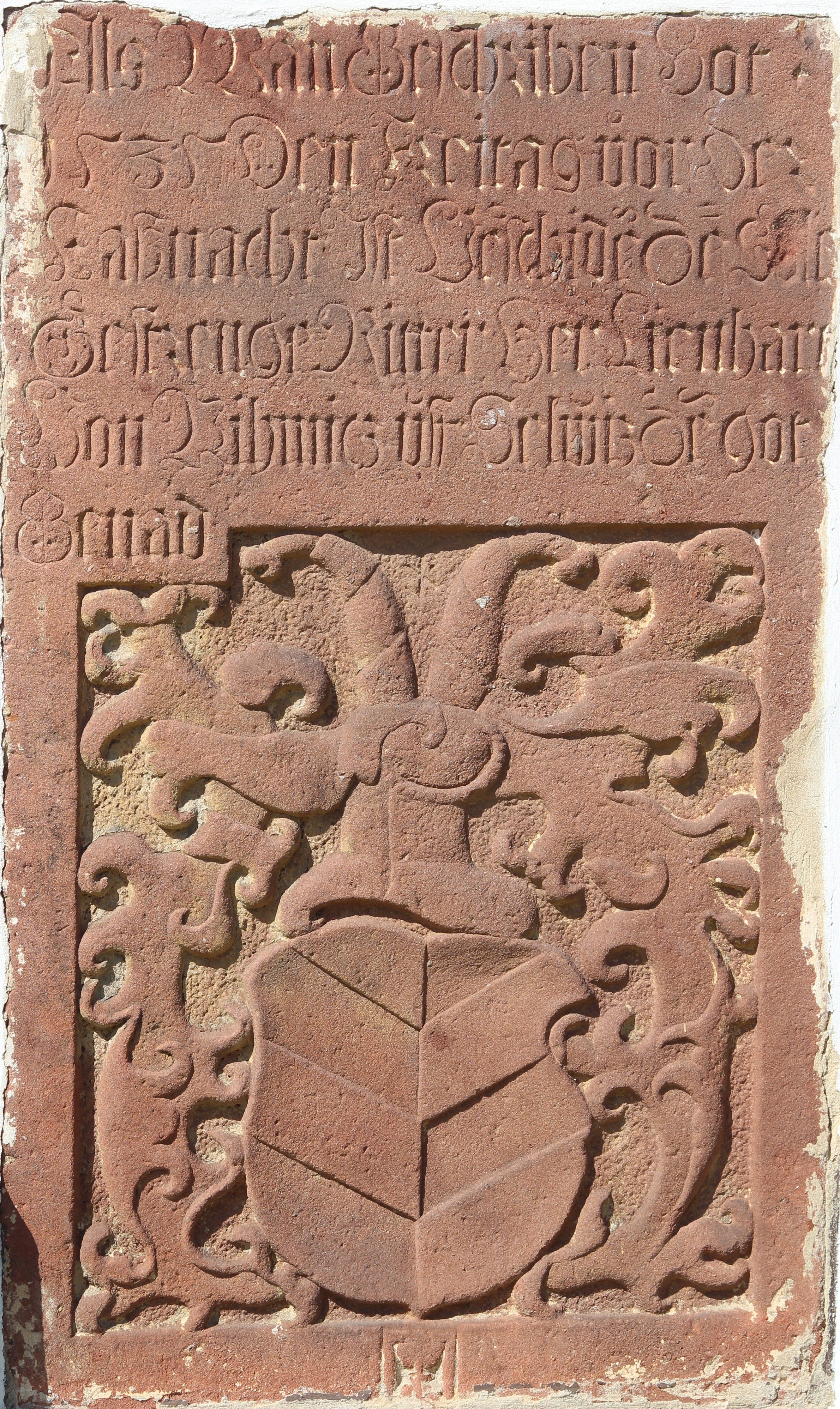
Lienhard von Nimitz († 1535)
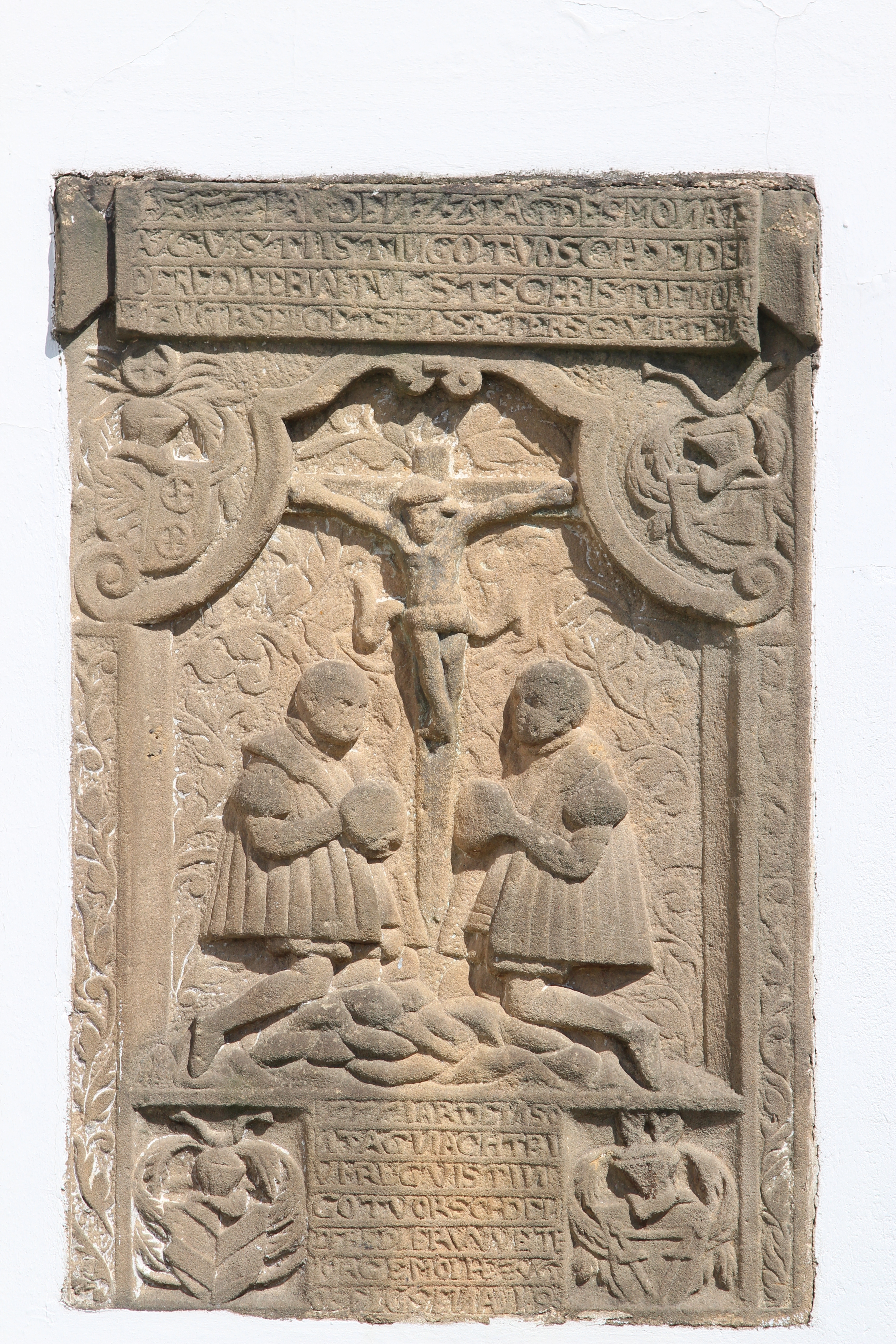
Zwei Kinder aus der Familie von Mühlheim († 1557)
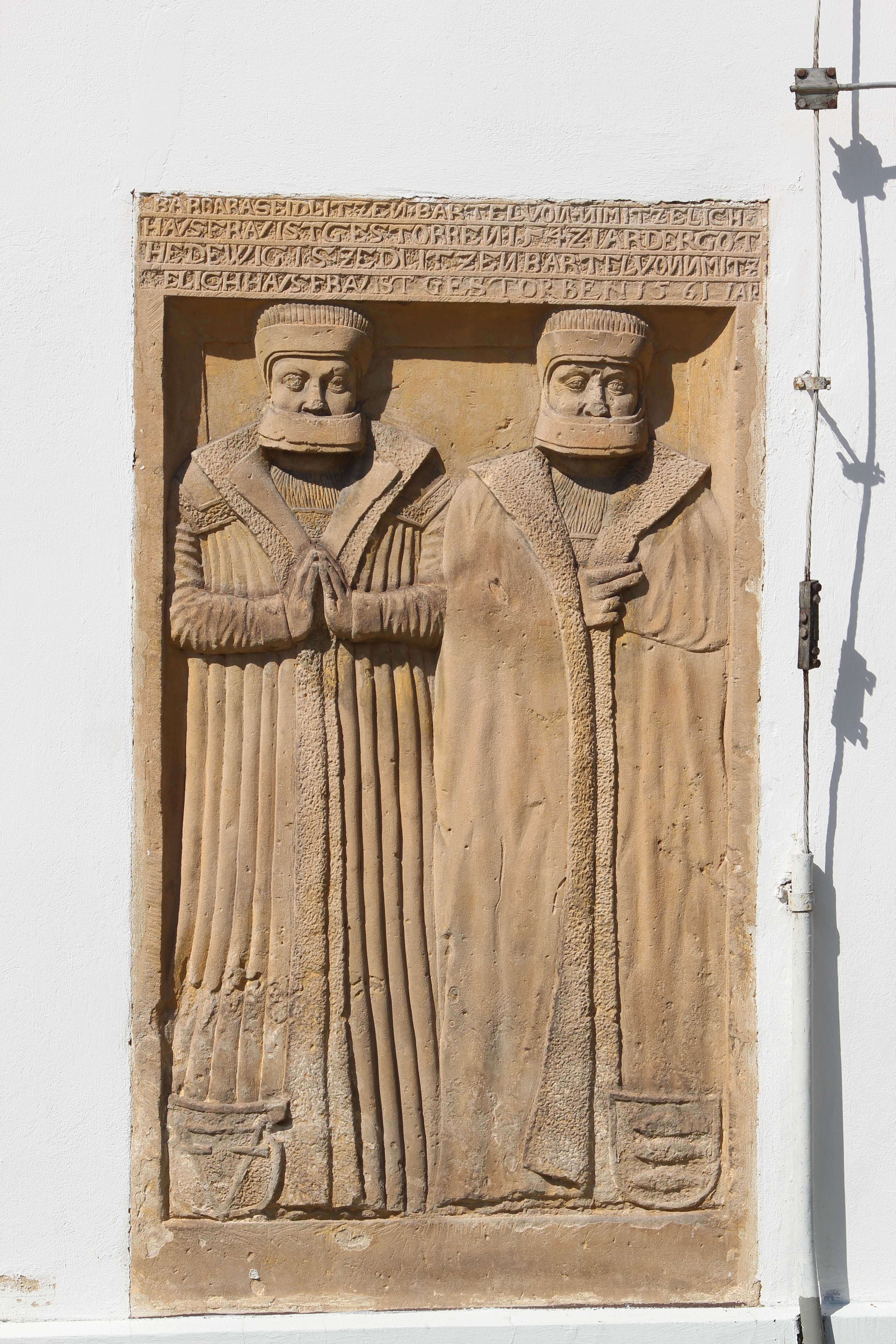
Barbara geborene von Seidlitz († 1542) und Hedwig geborene von Zedlitz († 1561), beides Ehefrauen von Bartel von Nimitz
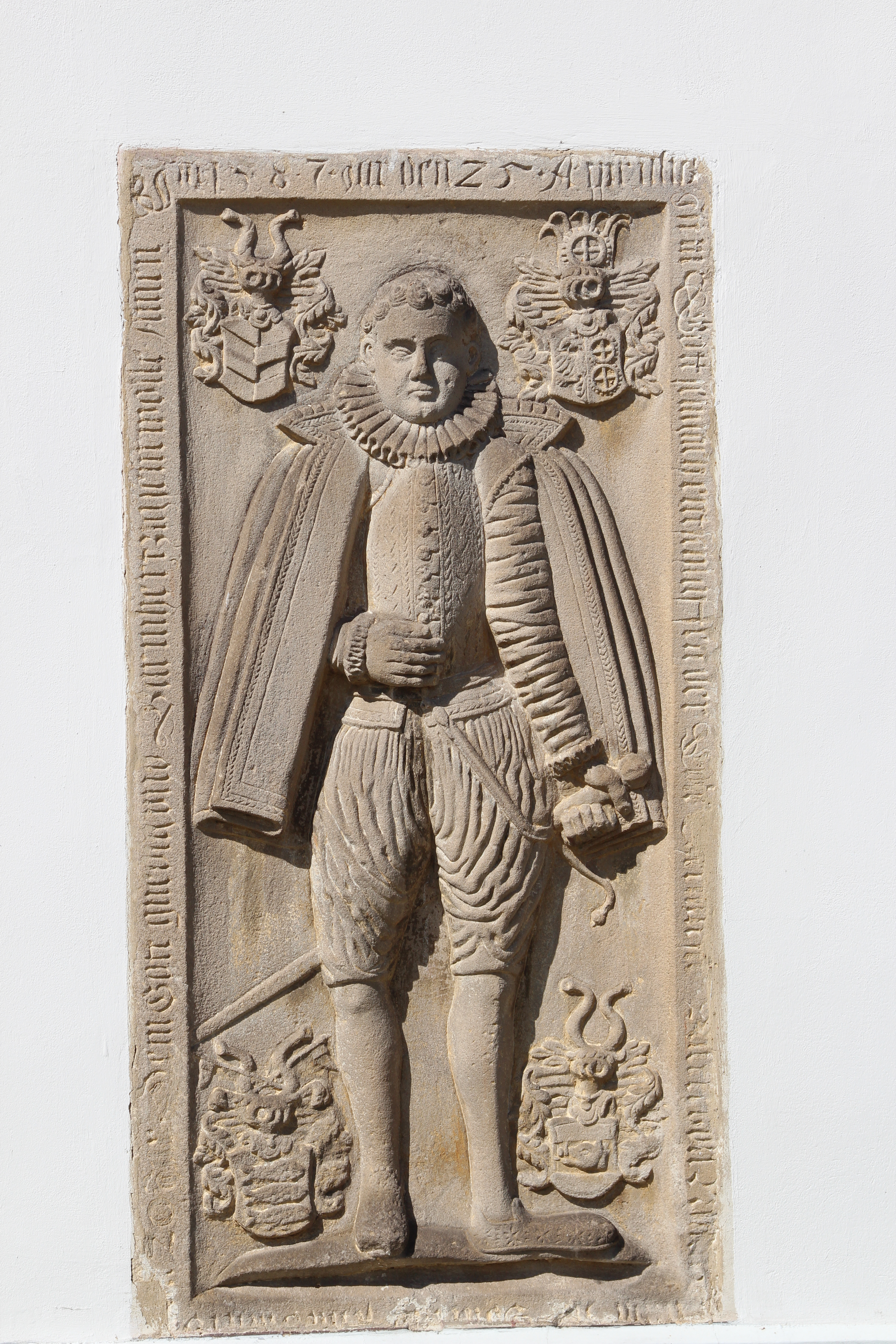
Jüngling aus der Familie von Nimitz († 1587)
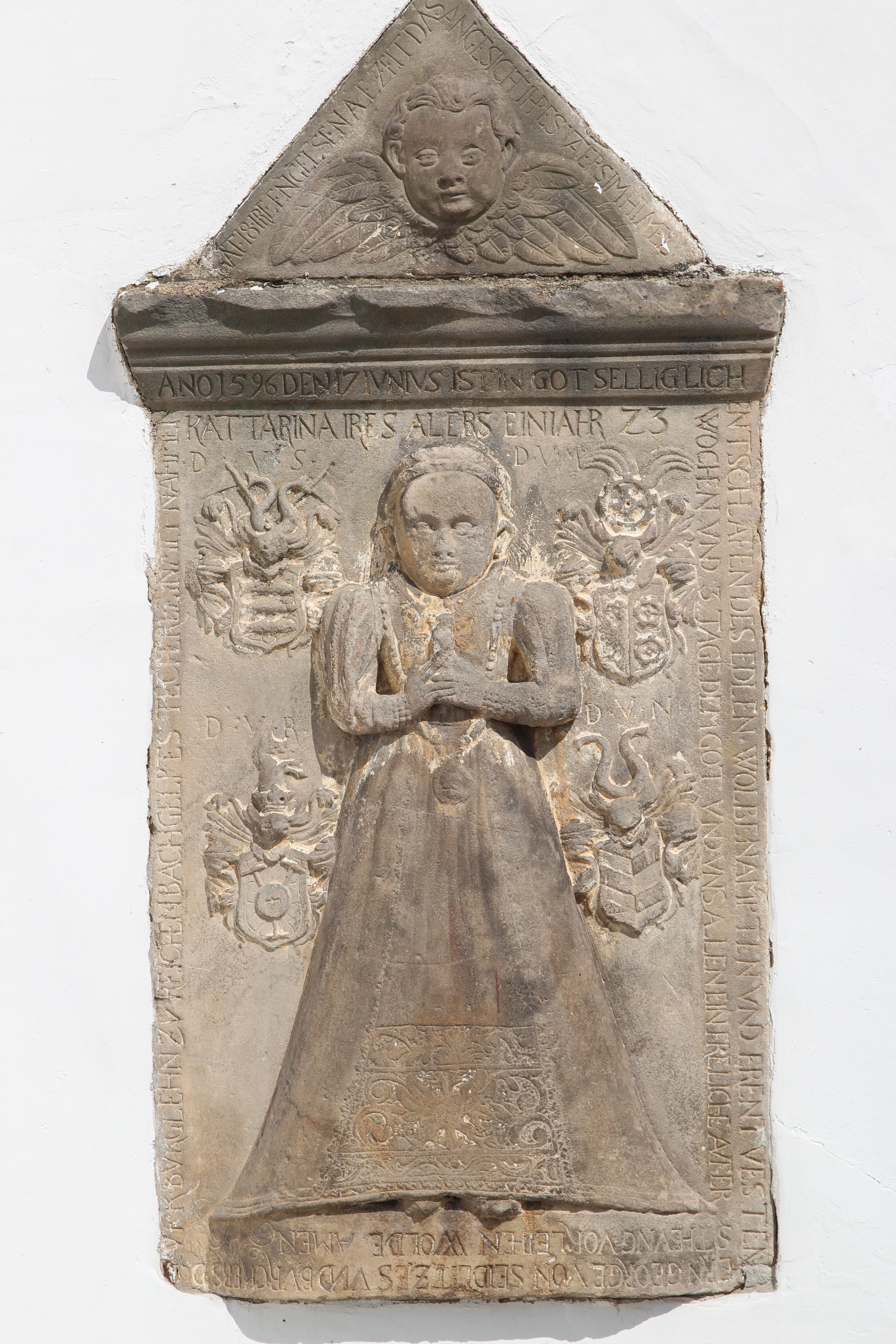
Katharina, Tochter von George von Seidlitz und Burkersdorf († 1596)
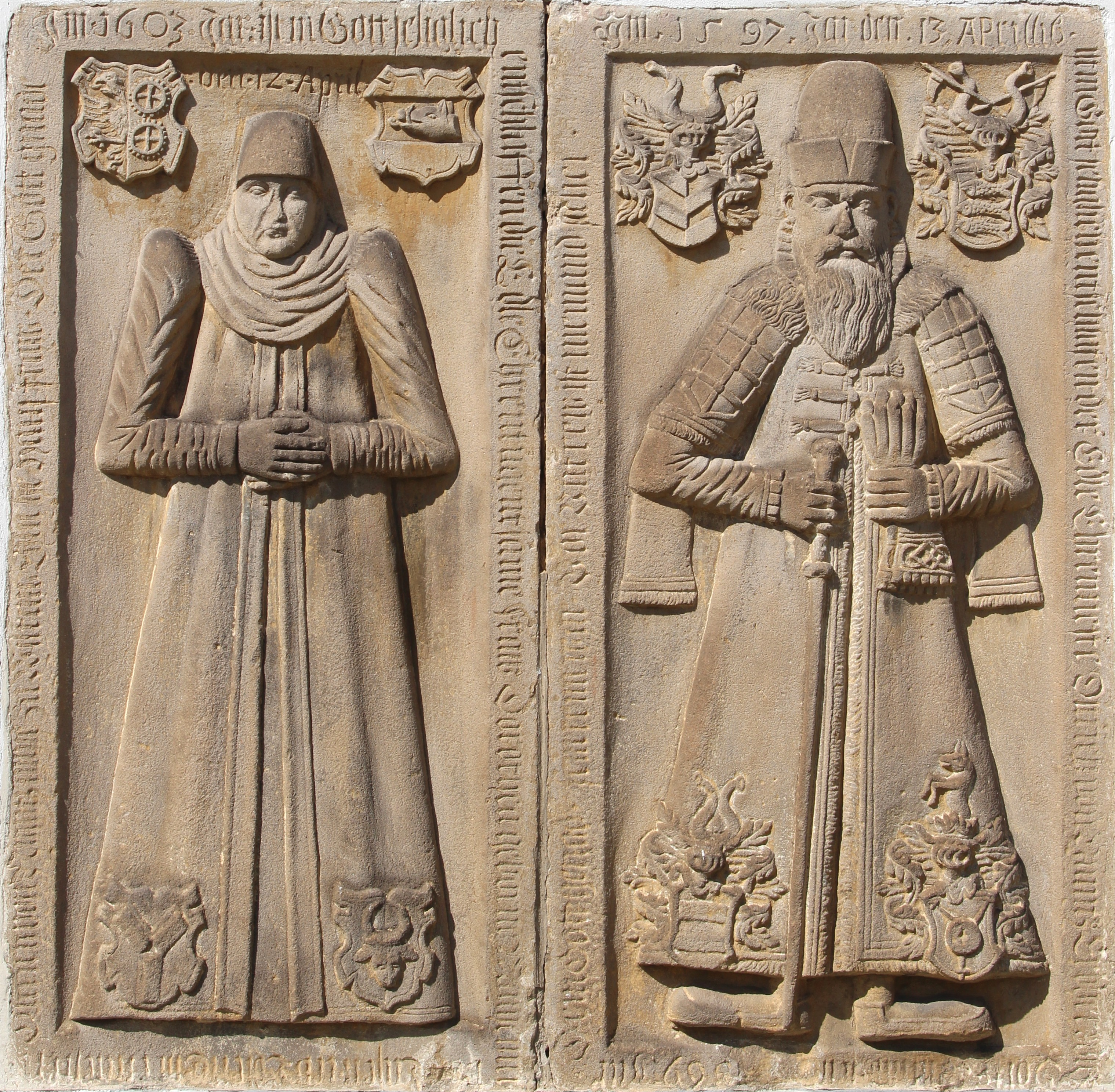
Grabstein von Dietrich von Nimitz († 1597) und seiner Frau Dorothea geb. von Mühlheim († 1603)
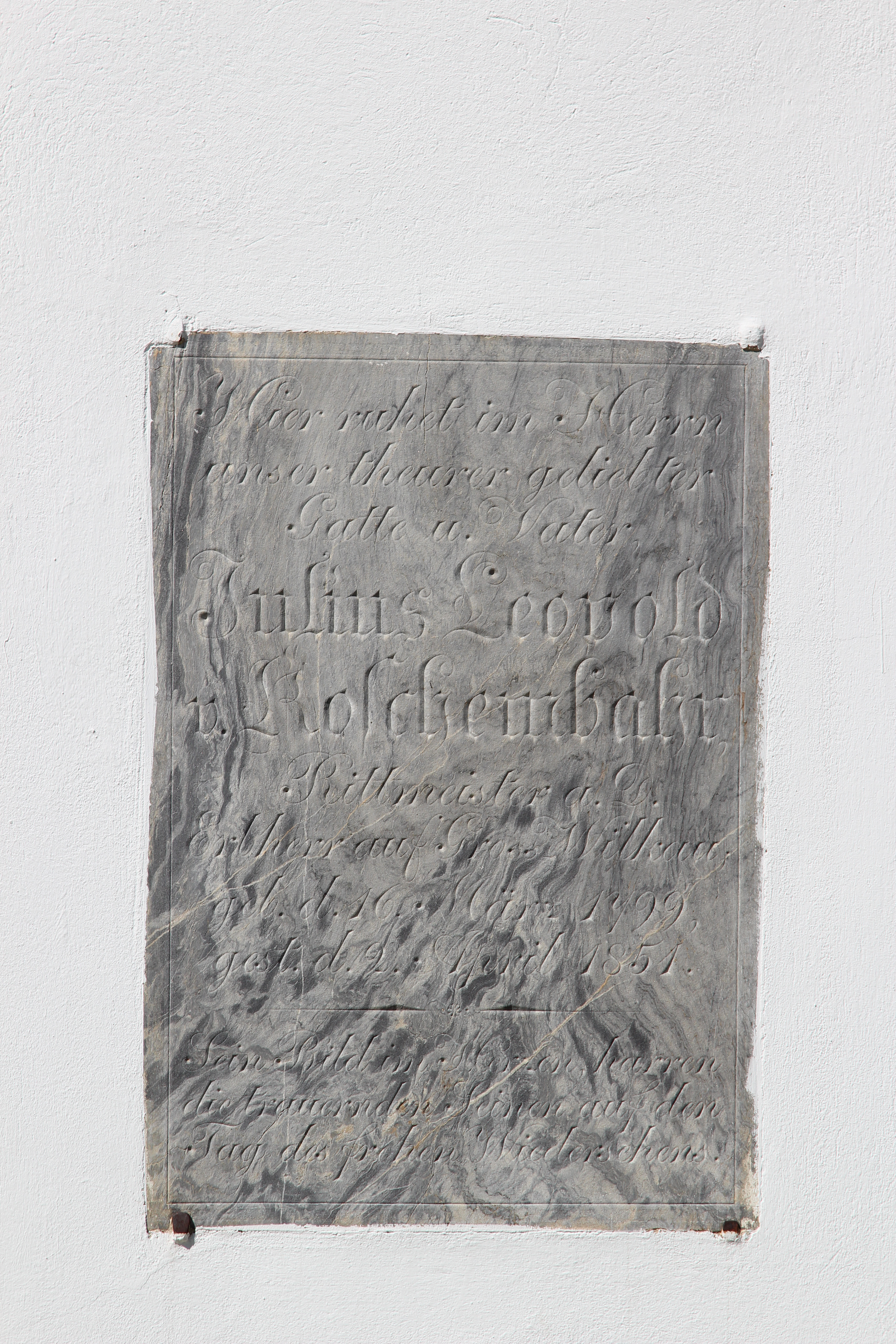
Julius Leonhard von Koschembahr, Rittmeister a. D. und Erbherr auf Groß Wilkau († 1851)

## Pastoren
1. 1531–1556 Mathias Kaspari (* Nimptsch)
2. 1556–1557 Adam Bruske (* Herrenstadt), davor Pastor in Nimptsch
3. 1557–1579 Adam Hoppe (* Bunzlau)
4. 1579–1590 Johann Berger bzw. Monatnus (* Dommantzsch)
5. 1590–1615 Paul Francke (* Löwenberg), zog nach Nimptsch
6. 1615–1629 Johann Reimann (* Strehlen), zog nach Strehlen
7. 1629–1633 Elias Brachvogel (* Glatz)
8. 1633–1638 Vakanz Kriegswegen
9. 1638–1647 Christoph Ruthard (* Bunzlau), Vikar
10. 1647–1654 Christoph Steinmetz (* Breslau), Vikar in Groß-Kniegnitz
11. 1654–1665 Adam Raussendorf (* Heidersdorf)
12. 1665–1678 Johann Emrich (* Friedeberg)
13. 1678–1683 Johann Semper (* Breslau), Pastor in Klein-Kniegnitz
14. 1683–1696 Friedrich Scriborius (* Nimptsch)
15. 1696–1707 Katholischer Pfarrer
16. 1708–1736 Gottlieb Rother (* Breslau)
17. 1736–1742 Johann Adam Vogel (* Nimptsch)
18. 1742–1759 Johann Christoph Rudolphi (* Halbendorf), Magister
19. 1759–1770 Johann Christoph Hübner (* Nischwitz bei Bunzlau), später Pastor in Wüstegiersdorf
20. 1771–1809 Siegmund Gottlieb Wulle (* Panthenau)
21. 1810–1815 George Friedrich Fickert (* Bartsdorf bei Striegau)
22. 1816–1821 Peter Stephan Curie
23. 1821–1830 Johann Heinrich Weydmann (* Gaulau)
24. 1831–1832 Johann Gottlob Hauenschild
25. 1833–1860 Adolf Sandner
26. 1860–1877 Carl Christian Bruno Richter
27. 1878–1880 Vakanz
28. 1880–1913 Maximilian Wieszner
29. 1914–1932 Gottlob Volsburg (* Kunzendorf)